# ساوری هاسل
ساوری هاسل (انگلیسی: Sverre Hassel; ۳۰ ژوئیهٔ ۱۸۷۶ – ۶ ژوئن ۱۹۲۸) گردشگر اهل نروژ بود. وی یکی از مجموع ۵ مکتشفی بود که در قالب سفر اکتشافی آمونسن به قطب جنوب موفق به فتح قطب جنوب شدند.